# 林光寺 (さいたま市)
林光寺（りんこうじ）は、埼玉県さいたま市西区にある真言宗智山派の寺院。

## 歴史
863年（貞観5年）、益信によって開山された。境内からは、創建当初のものと思われる平安時代の瓦が出土している。その後、1220年（承久2年）に円祐によって中興された。円祐は開山の益信が興した「広沢流」の法流に属しており、祖師の足跡を求めて当寺に至り中興したものである。
鎌倉時代、当地は足立氏の所領であった。当寺の近くに「あだち殿の御屋敷跡」と呼ばれるところがあり、ここが足立氏の居館だったという説がある。江戸時代の名主だった「小島家」は足立氏の末裔といわれており、当寺を菩提寺にしていた。
1590年（天正18年）、関東地方の新領主となった徳川家康は、領内の主要寺社に寺社領を安堵する領知朱印状を交付した。当寺は朱印状が交付された旧大宮市内の8寺社の内の一つである。

## 文化財
- 林光寺絹本着色真言八祖画像（さいたま市指定有形文化財 昭和32年3月6日指定）[2] - さいたま市立博物館寄託[3]
- 林光寺銅鐘（さいたま市指定有形文化財 昭和50年2月7日指定）[4]
- 林光寺朱印状（さいたま市指定有形文化財 昭和55年6月6日指定）[5]

## 交通アクセス
- 路線バス水判土停留所より徒歩11分。